# 東華三院張明添中學

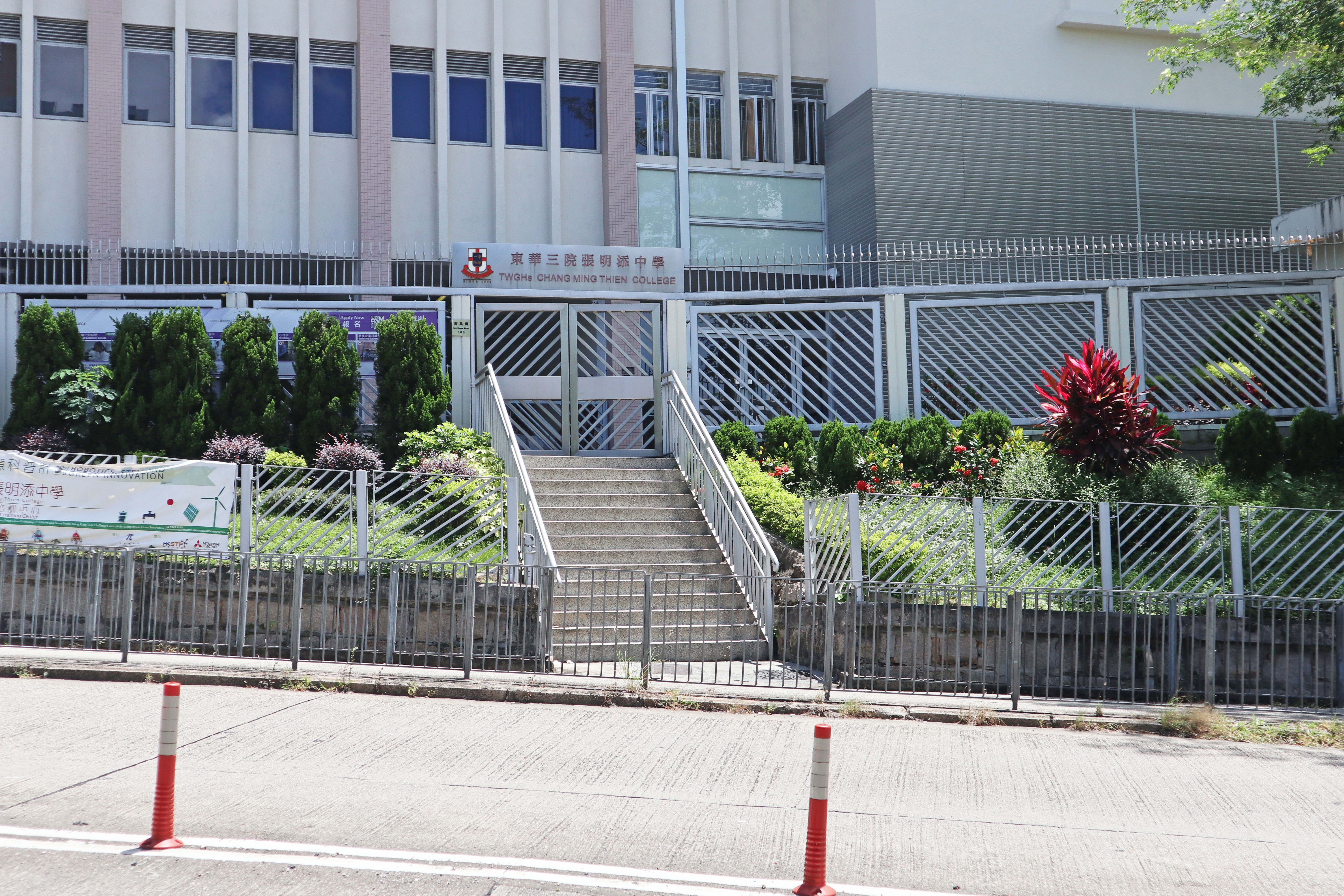
東華三院張明添中學出入口

東華三院張明添中學標誌

東華三院張明添中學（英語：T.W.G.Hs Chang Ming Thien College）位於香港九龍深水埗南昌街300號，是一間由辦學團體東華三院開辦之第三間全日制男女資助中學，創校於1971年。校訓是「勤儉忠信」，為社會提供完善及多元化的教育服務，作育英才，使兒童及青少年成長後能盡展所長，回饋社會，培育兒童及青少年有正確的價值觀和積極的人生觀。

## 教育目標
該校認為教育是培養青年人： 
- 德、智、體、群、美的全面發展；
- 中英兼擅，能講流利的粵語、普通話和英語；
- 具備自學能力和求知好問的態度；
- 肩負起對家庭、社會、國家和世界的責任；
- 放眼世界；
- 既可以吸收現代及思想，又重視中國傳統；
- 具備堅強意志、勤奮進取的精神和應變能力；
- 追求個人利益的同時亦尊重法治。

## 燃點希望助養計劃
該校自2005年後都會有燃點希望助養計劃，它是透過各班自願參加助養國內失學兒童的活動，以及燃點希望大使代表全校師生跟受助養的兒童通信的計劃，讓同學學會珍惜自己擁有的及懂得關心別人。

## 語文政策
學校致力推行兩文三語政策，尤其重視提升學生的英語水平，大部份學術科目均以英語授課。
為提升教學果效，學校會按中一入學前香港學科測驗之成績，甄選學生入讀不同教學語言之班別（若未能提供中一入學前香港學科測驗成績之轉校學生，學校會參考該生在校本測驗之成績編班）
安排英語延伸教學活動確保學生的學習效能：
1. 在暑期開設小六升中一英文銜接課程。
2. 設計大量不同程度的「非語文科」英文閱讀教材，供學生課後在語文自學中心學習。
3. 編寫跨學科（英文、科學及地理）課程幫助同學盡早掌握各科艱深之英文詞彙。

## 該校相片

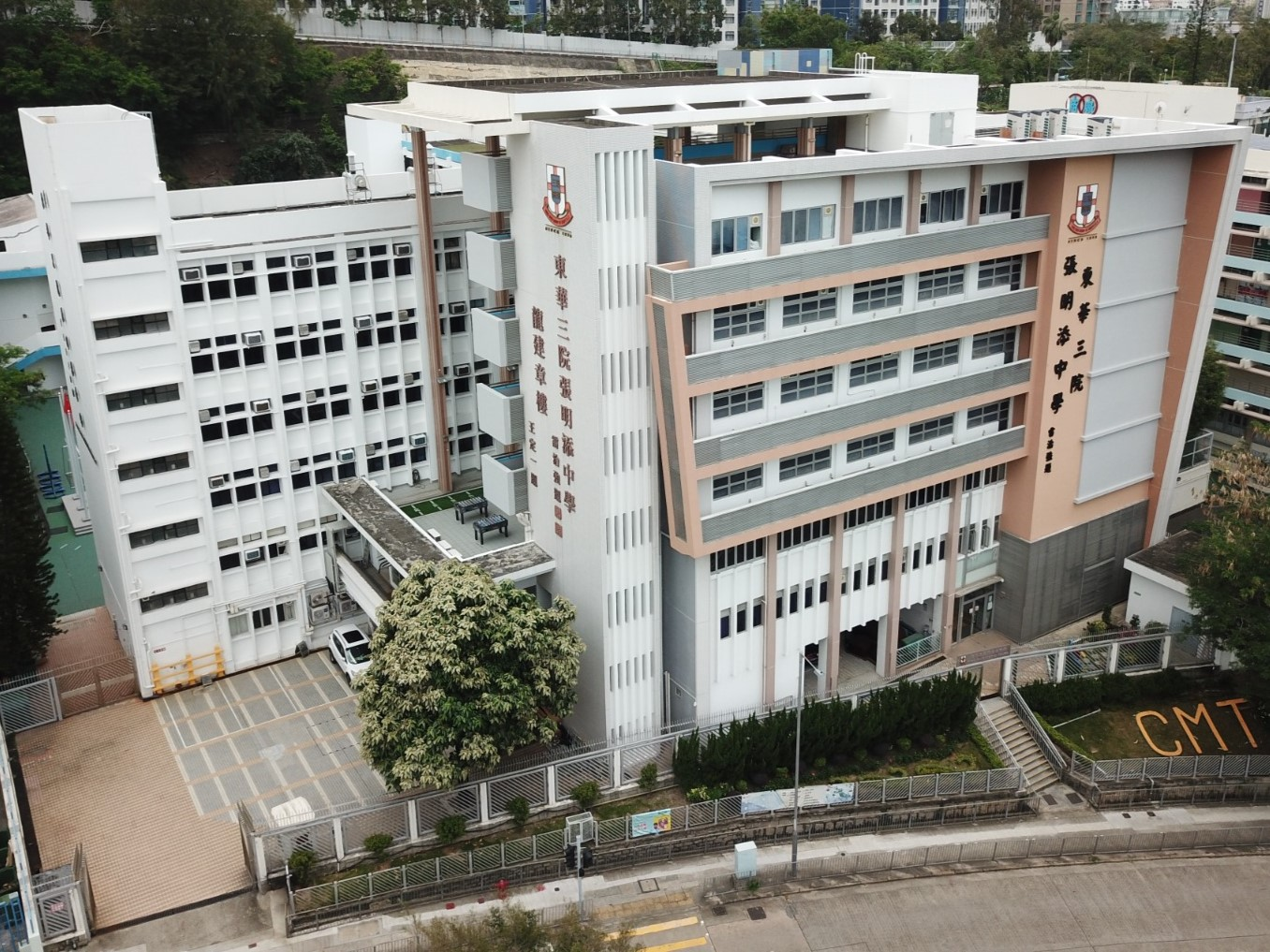
東華三院張明添中學新貌
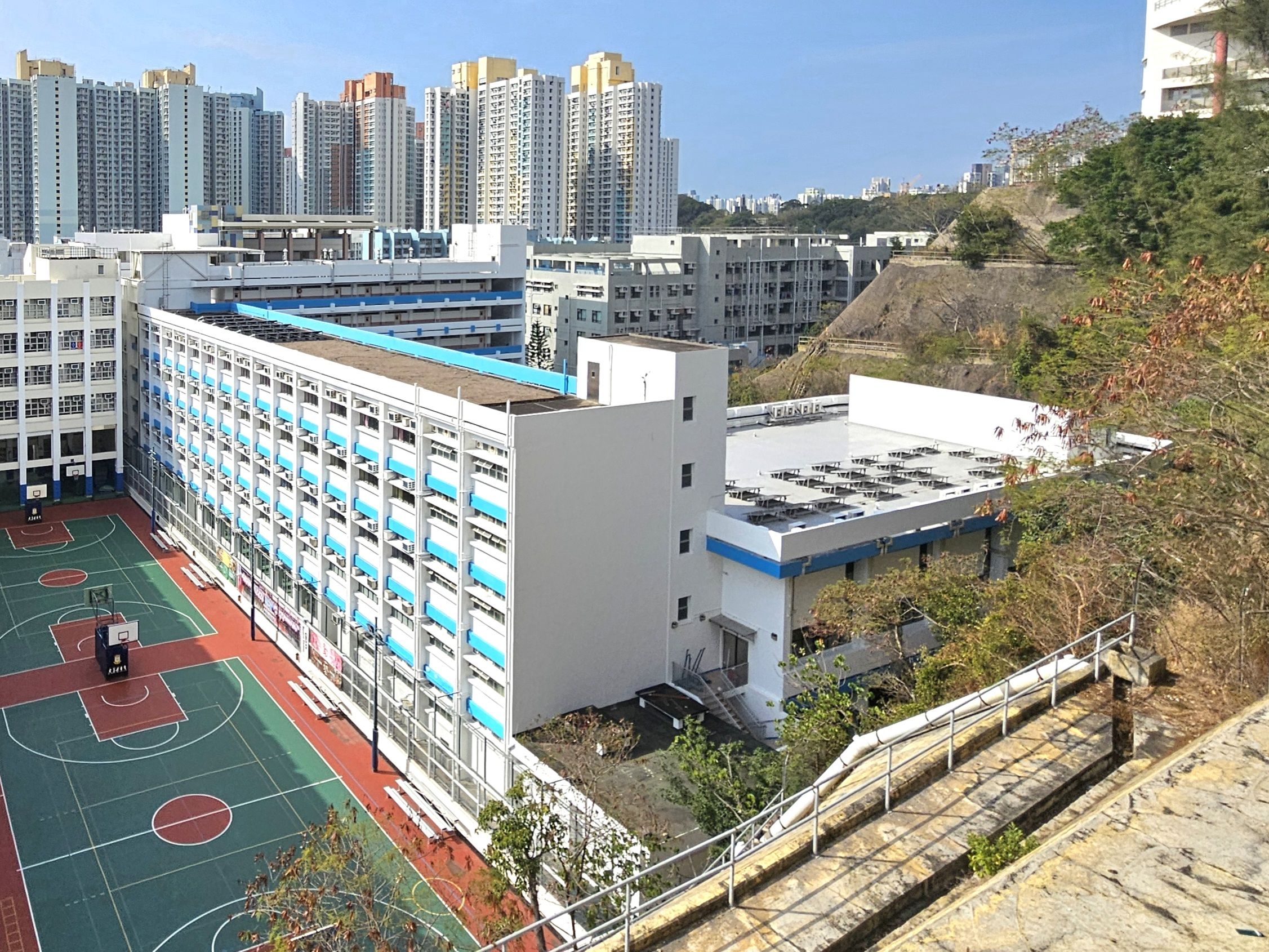
歌和老街俯瞰東華三院張明添中學
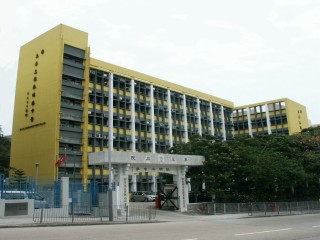
張明添中學的舊貌
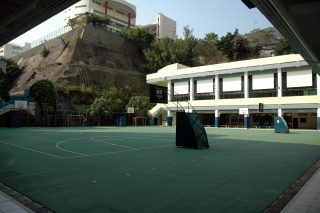
校舍操場
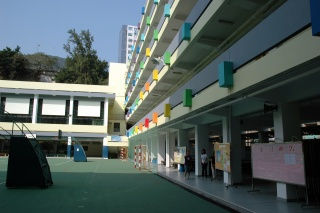
操場與飯堂門外
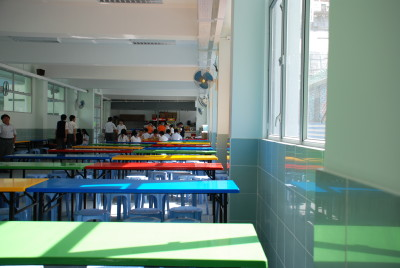
校舍新飯堂

## 外部連結
- 東華三院 （页面存档备份，存于）
- 東華三院張明添中學 （页面存档备份，存于）
- 東華三院張明添中學 校友會 （页面存档备份，存于）